# Première circonscription de l'Aude
La première circonscription de l'Aude est l'une des trois circonscriptions législatives françaises que compte le département de l'Aude situé en région Occitanie.

## Description géographique et démographique

### De 1958 à 1986
La première circonscription de l'Aude était composée de :
- Canton d'Alzonne
- Canton de Capendu
- Canton de Carcassonne-Est
- Canton de Carcassonne-Ouest
- Canton de Conques-sur-Orbiel
- Canton de Lagrasse
- Canton de Montréal
- Canton de Mouthoumet
- Canton de Peyriac-Minervois

### Depuis 1988
La première circonscription de l'Aude a été modifiée par le redécoupage électoral de 2010 et regroupe à partir des élections législatives de 2012 les divisions administratives suivantes:
- Canton de Capendu,
- Canton de Carcassonne-Centre,
- Canton de Carcassonne-Est,
- Canton de Carcassonne-Nord,
- Canton de Conques-sur-Orbiel,
- Canton de Durban-Corbières,
- Canton de Ginestas,
- Canton de Lézignan-Corbières,
- Canton de Mas-Cabardès,
- Canton de Peyriac-Minervois.

Auparavant, la circonscription était régie par découpage électoral de 1986, qui lui donnait en plus les cantons de Carcassonne-Sud, Lagrasse et Mouthoumet, passés à la troisième circonscription, au détriment de ceux de Ginestas, Durban-Corbières et Lézignan-Corbières, appartenant alors à la deuxième circonscription.
La première circonscription de l'Aude occupe tout le centre du département, du nord au sud. Elle est centrée autour de la ville de Carcassonne.
D'après le recensement général de la population en 2022, réalisé par l'Institut national de la statistique et des études économiques (INSEE), la population totale de cette circonscription est estimée à 133 906 habitants,.

| Nom                            | Code Insee | Intercommunalité                               | Superficie (km2) | Population (dernière pop. légale) | Densité (hab./km2) |
| ------------------------------ | ---------- | ---------------------------------------------- | ---------------- | --------------------------------- | ------------------ |
| Aigues-Vives                   | 11001      | CA Carcassonne Agglo                           | 10,21            | 536 (2022)                        | 52                 |
| Albas                          | 11006      | CC Région Lézignanaise, Corbières et Minervois | 22,69            | 78 (2022)                         | 3,4                |
| Argeliers                      | 11012      | CA Grand Narbonne                              | 10,79            | 2 128 (2022)                      | 197                |
| Argens-Minervois               | 11013      | CC Région Lézignanaise, Corbières et Minervois | 4,59             | 375 (2022)                        | 82                 |
| Azille                         | 11022      | CA Carcassonne Agglo                           | 23,33            | 1 125 (2022)                      | 48                 |
| Badens                         | 11023      | CA Carcassonne Agglo                           | 9,6              | 729 (2022)                        | 76                 |
| Bagnoles                       | 11025      | CA Carcassonne Agglo                           | 5,63             | 315 (2022)                        | 56                 |
| Barbaira                       | 11027      | CA Carcassonne Agglo                           | 9,4              | 787 (2022)                        | 84                 |
| Berriac                        | 11037      | CA Carcassonne Agglo                           | 2,67             | 958 (2022)                        | 359                |
| Bize-Minervois                 | 11041      | CA Grand Narbonne                              | 20,8             | 1 292 (2022)                      | 62                 |
| Blomac                         | 11042      | CA Carcassonne Agglo                           | 8,41             | 254 (2022)                        | 30                 |
| Bouilhonnac                    | 11043      | CA Carcassonne Agglo                           | 5,71             | 222 (2022)                        | 39                 |
| Boutenac                       | 11048      | CC Région Lézignanaise, Corbières et Minervois | 22,96            | 739 (2022)                        | 32                 |
| Cabrespine                     | 11056      | CA Carcassonne Agglo                           | 17,56            | 179 (2022)                        | 10                 |
| Camplong-d'Aude                | 11064      | CC Région Lézignanaise, Corbières et Minervois | 12,28            | 385 (2022)                        | 31                 |
| Capendu                        | 11068      | CA Carcassonne Agglo                           | 15,12            | 1 461 (2022)                      | 97                 |
| Carcassonne                    | 11069      | CA Carcassonne Agglo                           | 65,08            | 46 429 (2022)                     | 713                |
| Castans                        | 11075      | CA Carcassonne Agglo                           | 17,01            | 127 (2022)                        | 7,5                |
| Cascastel-des-Corbières        | 11071      | CC Région Lézignanaise, Corbières et Minervois | 15,38            | 216 (2022)                        | 14                 |
| Castelnau-d'Aude               | 11077      | CC Région Lézignanaise, Corbières et Minervois | 7,38             | 494 (2022)                        | 67                 |
| Caudebronde                    | 11079      | CC de la Montagne Noire                        | 6,22             | 220 (2022)                        | 35                 |
| Caunes-Minervois               | 11081      | CA Carcassonne Agglo                           | 27,84            | 1 571 (2022)                      | 56                 |
| Cavanac                        | 11085      | CA Carcassonne Agglo                           | 8,96             | 1 012 (2022)                      | 113                |
| Cazilhac                       | 11088      | CA Carcassonne Agglo                           | 3,83             | 1 637 (2022)                      | 427                |
| Citou                          | 11092      | CA Carcassonne Agglo                           | 17,34            | 99 (2022)                         | 5,7                |
| Comigne                        | 11095      | CA Carcassonne Agglo                           | 9,24             | 329 (2022)                        | 36                 |
| Conilhac-Corbières             | 11098      | CC Région Lézignanaise, Corbières et Minervois | 12,18            | 947 (2022)                        | 78                 |
| Conques-sur-Orbiel             | 11099      | CA Carcassonne Agglo                           | 25,07            | 2 549 (2022)                      | 102                |
| Couffoulens                    | 11102      | CA Carcassonne Agglo                           | 9,47             | 538 (2022)                        | 57                 |
| Coustouge                      | 11110      | CC Région Lézignanaise, Corbières et Minervois | 9,67             | 116 (2022)                        | 12                 |
| Cruscades                      | 11111      | CC Région Lézignanaise, Corbières et Minervois | 9,65             | 940 (2022)                        | 97                 |
| Douzens                        | 11122      | CA Carcassonne Agglo                           | 14,91            | 780 (2022)                        | 52                 |
| Durban-Corbières               | 11124      | CC Corbières Salanque Méditerranée             | 25,9             | 644 (2022)                        | 25                 |
| Embres-et-Castelmaure          | 11125      | CC Corbières Salanque Méditerranée             | 32,2             | 158 (2022)                        | 4,9                |
| Escales                        | 11126      | CC Région Lézignanaise, Corbières et Minervois | 10,18            | 497 (2022)                        | 49                 |
| Fabrezan                       | 11132      | CC Région Lézignanaise, Corbières et Minervois | 28,62            | 1 254 (2022)                      | 44                 |
| Ferrals-les-Corbières          | 11140      | CC Région Lézignanaise, Corbières et Minervois | 15,95            | 1 267 (2022)                      | 79                 |
| Floure                         | 11146      | CA Carcassonne Agglo                           | 4,25             | 427 (2022)                        | 100                |
| Fontcouverte                   | 11148      | CC Région Lézignanaise, Corbières et Minervois | 9,97             | 574 (2022)                        | 58                 |
| Fontiès-d'Aude                 | 11151      | CA Carcassonne Agglo                           | 6,07             | 555 (2022)                        | 91                 |
| Fontjoncouse                   | 11152      | CC Corbières Salanque Méditerranée             | 27,35            | 139 (2022)                        | 5,1                |
| Fournes-Cabardès               | 11154      | CC de la Montagne Noire                        | 12,45            | 52 (2022)                         | 4,2                |
| Fraissé-des-Corbières          | 11157      | CC Corbières Salanque Méditerranée             | 19,1             | 221 (2022)                        | 12                 |
| Ginestas                       | 11164      | CA Grand Narbonne                              | 9,5              | 1 579 (2022)                      | 166                |
| Homps                          | 11172      | CC Région Lézignanaise, Corbières et Minervois | 3,06             | 604 (2022)                        | 197                |
| Jonquières                     | 11176      | CC Région Lézignanaise, Corbières et Minervois | 13,66            | 46 (2022)                         | 3,4                |
| Labastide-Esparbairenque       | 11180      | CC de la Montagne Noire                        | 16,77            | 62 (2022)                         | 3,7                |
| Laure-Minervois                | 11198      | CA Carcassonne Agglo                           | 39,23            | 1 030 (2022)                      | 26                 |
| Lastours                       | 11194      | CC de la Montagne Noire                        | 2,8              | 148 (2022)                        | 53                 |
| La Redorte                     | 11190      | CA Carcassonne Agglo                           | 13,49            | 1 275 (2022)                      | 95                 |
| La Tourette-Cabardès           | 11391      | CC de la Montagne Noire                        | 5,03             | 22 (2022)                         | 4,4                |
| Leuc                           | 11201      | CA Carcassonne Agglo                           | 11,28            | 823 (2022)                        | 73                 |
| Lézignan-Corbières             | 11203      | CC Région Lézignanaise, Corbières et Minervois | 37,68            | 10 855 (2022)                     | 288                |
| Les Ilhes                      | 11174      | CC de la Montagne Noire                        | 4,16             | 61 (2022)                         | 15                 |
| Les Martys                     | 11221      | CC de la Montagne Noire                        | 19,18            | 307 (2022)                        | 16                 |
| Lespinassière                  | 11200      | CA Carcassonne Agglo                           | 16,24            | 136 (2022)                        | 8,4                |
| Limousis                       | 11205      | CA Carcassonne Agglo                           | 9,92             | 124 (2022)                        | 12                 |
| Luc-sur-Orbieu                 | 11210      | CC Région Lézignanaise, Corbières et Minervois | 9,88             | 1 159 (2022)                      | 117                |
| Mailhac                        | 11212      | CA Grand Narbonne                              | 10,51            | 585 (2022)                        | 56                 |
| Malves-en-Minervois            | 11215      | CA Carcassonne Agglo                           | 4,88             | 880 (2022)                        | 180                |
| Marseillette                   | 11220      | CA Carcassonne Agglo                           | 11,17            | 706 (2022)                        | 63                 |
| Mas-Cabardès                   | 11222      | CC de la Montagne Noire                        | 9,09             | 173 (2022)                        | 19                 |
| Mas-des-Cours                  | 11223      | CA Carcassonne Agglo                           | 7,55             | 23 (2022)                         | 3                  |
| Miraval-Cabardès               | 11232      | CC de la Montagne Noire                        | 12,16            | 55 (2022)                         | 4,5                |
| Mirepeisset                    | 11233      | CA Grand Narbonne                              | 5,19             | 743 (2022)                        | 143                |
| Montbrun-des-Corbières         | 11241      | CC Région Lézignanaise, Corbières et Minervois | 10,61            | 340 (2022)                        | 32                 |
| Montirat                       | 11248      | CA Carcassonne Agglo                           | 12,67            | 67 (2022)                         | 5,3                |
| Montséret                      | 11256      | CC Région Lézignanaise, Corbières et Minervois | 11,31            | 620 (2022)                        | 55                 |
| Monze                          | 11257      | CA Carcassonne Agglo                           | 13,96            | 243 (2022)                        | 17                 |
| Moux                           | 11261      | CC Région Lézignanaise, Corbières et Minervois | 15,7             | 715 (2022)                        | 46                 |
| Ornaisons                      | 11267      | CC Région Lézignanaise, Corbières et Minervois | 10,8             | 1 097 (2022)                      | 102                |
| Ouveillan                      | 11269      | CA Grand Narbonne                              | 29,98            | 2 635 (2022)                      | 88                 |
| Palaja                         | 11272      | CA Carcassonne Agglo                           | 14,69            | 2 692 (2022)                      | 183                |
| Paraza                         | 11273      | CC Région Lézignanaise, Corbières et Minervois | 9,47             | 700 (2022)                        | 74                 |
| Pennautier                     | 11279      | CA Carcassonne Agglo                           | 17,78            | 2 875 (2022)                      | 162                |
| Pépieux                        | 11280      | CA Carcassonne Agglo                           | 9,85             | 1 105 (2022)                      | 112                |
| Peyriac-Minervois              | 11286      | CA Carcassonne Agglo                           | 10,19            | 1 142 (2022)                      | 112                |
| Pouzols-Minervois              | 11296      | CA Grand Narbonne                              | 10,15            | 597 (2022)                        | 59                 |
| Pradelles-Cabardès             | 11297      | CC de la Montagne Noire                        | 20,61            | 160 (2022)                        | 7,8                |
| Puichéric                      | 11301      | CA Carcassonne Agglo                           | 13,21            | 1 194 (2022)                      | 90                 |
| Quintillan                     | 11305      | CC Région Lézignanaise, Corbières et Minervois | 16,42            | 57 (2022)                         | 3,5                |
| Rieux-Minervois                | 11315      | CA Carcassonne Agglo                           | 21,19            | 1 966 (2022)                      | 93                 |
| Roquecourbe-Minervois          | 11318      | CC Région Lézignanaise, Corbières et Minervois | 3,62             | 140 (2022)                        | 39                 |
| Roquefère                      | 11319      | CC de la Montagne Noire                        | 8,06             | 71 (2022)                         | 8,8                |
| Roubia                         | 11324      | CC Région Lézignanaise, Corbières et Minervois | 7,38             | 514 (2022)                        | 70                 |
| Rustiques                      | 11330      | CA Carcassonne Agglo                           | 6,47             | 515 (2022)                        | 80                 |
| Saint-André-de-Roquelongue     | 11332      | CC Région Lézignanaise, Corbières et Minervois | 30,81            | 1 400 (2022)                      | 45                 |
| Saint-Couat-d'Aude             | 11337      | CC Région Lézignanaise, Corbières et Minervois | 5,38             | 366 (2022)                        | 68                 |
| Saint-Frichoux                 | 11342      | CA Carcassonne Agglo                           | 6,33             | 225 (2022)                        | 36                 |
| Saint-Jean-de-Barrou           | 11345      | CC Corbières Salanque Méditerranée             | 7,61             | 269 (2022)                        | 35                 |
| Saint-Laurent-de-la-Cabrerisse | 11351      | CC Région Lézignanaise, Corbières et Minervois | 25,03            | 757 (2022)                        | 30                 |
| Saint-Marcel-sur-Aude          | 11353      | CA Grand Narbonne                              | 8,37             | 2 019 (2022)                      | 241                |
| Saint-Nazaire-d'Aude           | 11360      | CA Grand Narbonne                              | 8,63             | 2 104 (2022)                      | 244                |
| Sainte-Valière                 | 11366      | CA Grand Narbonne                              | 6,39             | 524 (2022)                        | 82                 |
| Sallèles-Cabardès              | 11368      | CA Carcassonne Agglo                           | 6,82             | 117 (2022)                        | 17                 |
| Sallèles-d'Aude                | 11369      | CA Grand Narbonne                              | 12,55            | 3 104 (2022)                      | 247                |
| Salsigne                       | 11372      | CC de la Montagne Noire                        | 11,48            | 388 (2022)                        | 34                 |
| Thézan-des-Corbières           | 11390      | CC Région Lézignanaise, Corbières et Minervois | 26,38            | 568 (2022)                        | 22                 |
| Trassanel                      | 11395      | CA Carcassonne Agglo                           | 4,34             | 26 (2022)                         | 6                  |
| Trausse                        | 11396      | CA Carcassonne Agglo                           | 10,7             | 609 (2022)                        | 57                 |
| Trèbes                         | 11397      | CA Carcassonne Agglo                           | 16,36            | 5 386 (2022)                      | 329                |
| Tourouzelle                    | 11393      | CC Région Lézignanaise, Corbières et Minervois | 14,19            | 493 (2022)                        | 35                 |
| Ventenac-en-Minervois          | 11405      | CA Grand Narbonne                              | 6,2              | 587 (2022)                        | 95                 |
| Villalier                      | 11410      | CA Carcassonne Agglo                           | 7,7              | 968 (2022)                        | 126                |
| Villanière                     | 11411      | CC de la Montagne Noire                        | 7,04             | 147 (2022)                        | 21                 |
| Villardonnel                   | 11413      | CC de la Montagne Noire                        | 16,63            | 510 (2022)                        | 31                 |
| Villarzel-Cabardès             | 11416      | CA Carcassonne Agglo                           | 6,38             | 270 (2022)                        | 42                 |
| Villedubert                    | 11422      | CA Carcassonne Agglo                           | 3,04             | 340 (2022)                        | 112                |
| Villegailhenc                  | 11425      | CA Carcassonne Agglo                           | 4,78             | 1 687 (2022)                      | 353                |
| Villegly                       | 11426      | CA Carcassonne Agglo                           | 9,83             | 1 227 (2022)                      | 125                |
| Villemoustaussou               | 11429      | CA Carcassonne Agglo                           | 11,94            | 4 434 (2022)                      | 371                |
| Villeneuve-les-Corbières       | 11431      | CC Corbières Salanque Méditerranée             | 24,31            | 252 (2022)                        | 10                 |
| Villeneuve-Minervois           | 11433      | CA Carcassonne Agglo                           | 23,85            | 980 (2022)                        | 41                 |
| Villesèque-des-Corbières       | 11436      | CC Corbières Salanque Méditerranée             | 31,69            | 379 (2022)                        | 12                 |

- fraction de la commune de Carcassonne incluse dans la circonscription (anciens canton de Carcassonne-Centre, Carcassonne-Est et Carcassonne-Nord) : 36 638 habitants

## Historique des députations

### Troisième et quatrième république
| Date d'élection | Identité        | Parti                                                                  | Qualité                             |
| --------------- | --------------- | ---------------------------------------------------------------------- | ----------------------------------- |
| 1919            | François Milhet | Fédération union économique agricole démocratique et sociale de l'Aude | Conseiller municipal de Carcassonne |
| 1924            | François Milhet | rad-soc                                                                | Conseiller municipal de Carcassonne |
| 1945            | Georges Guille  | SFIO                                                                   |                                     |

### Cinquième république
| Législature | Début de mandat | Fin de mandat  | Député                | Parti politique | Observations |
| ----------- | --------------- | -------------- | --------------------- | --------------- | --- |
| Ire         | 9 décembre 1958 | 9 octobre 1962 | Louis Raymond-Clergue | MRP             | Conseiller municipal de Carcassonne Mandat écourté à la suite d'une dissolution parlementaire décidée par Charles de Gaulle. |
| IIe         | 6 décembre 1962 | 2 avril 1967   | Jules Fil             | SFIO            | Maire de Carcassonne |
| IIIe        | 3 avril 1967    | 30 mai 1968    | Georges Guille        | FGDS            | Mandat écourté à la suite d'une dissolution parlementaire décidée par Charles de Gaulle. |
| IVe         | 11 juillet 1968 | 1er avril 1973 | Georges Guille        | FGDS            | |
| Ve          | 2 avril 1973    | 2 avril 1978   | Antoine Gayraud       | PS              | Maire de Carcassonne |
| VIe         | 3 avril 1978    | 22 mai 1981    | Joseph Vidal          | PS              | Mandat écourté à la suite d'une dissolution parlementaire décidée par François Mitterrand. |
| VIIe        | 2 juillet 1981  | 1er avril 1986 | Joseph Vidal          | PS              | |
| VIIIe       | 2 avril 1986    | 14 mai 1988    | Aucun                 | Aucun           | Proportionnelle par département, pas de député par circonscription Proportionnelle par département, pas de député par circonscription. Mandat écourté à la suite d'une dissolution parlementaire décidée par François Mitterrand. |
| IXe         | 23 juin 1988    | 1er avril 1993 | Joseph Vidal,         | PS,             | |
| Xe          | 2 avril 1993    | 21 avril 1997  | Gérard Larrat,        | UDF,            | Adjoint au maire de Carcassonne Mandat écourté à la suite d'une dissolution parlementaire décidée par Jacques Chirac. |
| XIe         | 12 juin 1997    | 18 juin 2002   | Jean-Claude Perez,    | PS,             | Conseiller municipal de Carcassonne |
| XIIe        | 19 juin 2002    | 19 juin 2007   | Jean-Claude Perez,    | PS,             | Conseiller municipal de Carcassonne |
| XIIIe       | 20 juin 2007    | 19 juin 2012   | Jean-Claude Perez,    | PS,             | Maire de Carcassonne |
| XIVe        | 20 juin 2012    | 20 juin 2017   | Jean-Claude Perez,    | PS,             | Maire de Carcassonne de 2012 à 2014 |
| XVe         | 21 juin 2017    | 21 juin 2022   | Danièle Hérin         | LREM            | Adjointe au Maire de Carcassonne |
| XVIe        | 22 juin 2022    | 9 juin 2024    | Christophe Barthès    | RN              | Conseiller municipal de Trèbes Mandat écourté à la suite d'une dissolution parlementaire décidée par Emmanuel Macron. |

## Historique des élections

### Élections de 1958
| Candidat       | Candidat                  | Parti          | Premier tour | Premier tour | Second tour | Second tour |  |
| Candidat       | Candidat                  | Parti          | Voix         | %            | Voix        | %           |  |
| -------------- | ------------------------- | -------------- | ------------ | ------------ | ----------- | ----------- |  |
|                | Georges Guille            | SFIO           | 13 191       | 32,58        | 16 729      | 38,61       |  |
|                | Louis Raymond-Clergue élu | MRP            | 9 832        | 24,29        | 18 300      | 42,23       |  |
|                | Félix Roquefort           | PCF            | 8 421        | 20,8         | 8 300       | 19,16       |  |
|                | Alexis Fabre              | Radsoc         | 6 386        | 15,77        | Retrait     | Retrait     |  |
|                | E. Gérard                 | UFF            | 1 783        | 4,4          |             |             |  |
|                | Henri Cros                | UFD            | 871          | 2,15         |             |             |  |
|                |                           |                |              |              |             |             |  |
| Inscrits       | Inscrits                  | Inscrits       | 56 116       | 100,00       | 56 095      | 100,00      |  |
| Abstentions    | Abstentions               | Abstentions    | 13 908       | 24,78        | 11 704      | 20,86       |  |
| Votants        | Votants                   | Votants        | 42 208       | 75,22        | 44 391      | 79,14       |  |
| Blancs et nuls | Blancs et nuls            | Blancs et nuls | 1 724        | 4,08         | 1 062       | 2,39        |  |
| Exprimés       | Exprimés                  | Exprimés       | 40 484       | 95,92        | 43 329      | 97,61       |  |

Le suppléant de Louis Raymond-Clergue était René Capdevila, Démocrate-chrétien.

### Élections de 1962
| Candidat       | Candidat                      | Parti          | Premier tour | Premier tour | Second tour | Second tour |  |
| Candidat       | Candidat                      | Parti          | Voix         | %            | Voix        | %           |  |
| -------------- | ----------------------------- | -------------- | ------------ | ------------ | ----------- | ----------- |  |
|                | Jules Fil élu                 | SFIO           | 15 541       | 39,49        | 24 823      | 62,72       |  |
|                | Félix Roquefort               | PCF            | 8 957        | 22,76        | Retrait     | Retrait     |  |
|                | Louis Raymond-Clergue sortant | MRP            | 6 987        | 17,75        | 6 545       | 16,54       |  |
|                | Dominique Renucci             | UNR-UDT        | 6 814        | 17,31        | 8 212       | 20,75       |  |
|                | André Melliet                 | PSU            | 1 058        | 2,69         |             |             |  |
|                |                               |                |              |              |             |             |  |
| Inscrits       | Inscrits                      | Inscrits       | 56 450       | 100,00       | 56 416      | 100,00      |  |
| Abstentions    | Abstentions                   | Abstentions    | 15 577       | 27,59        | 15 130      | 26,82       |  |
| Votants        | Votants                       | Votants        | 40 873       | 72,41        | 41 286      | 73,18       |  |
| Blancs et nuls | Blancs et nuls                | Blancs et nuls | 1 516        | 3,71         | 1 706       | 4,13        |  |
| Exprimés       | Exprimés                      | Exprimés       | 39 357       | 96,29        | 39 580      | 95,87       |  |

Le suppléant de Jules Fil était Joseph Miquel, ancien maire de Trèbes.
Jules Fil est élu sénateur le 1er janvier 1967.

### Élections de 1967
| Candidat       | Candidat           | Parti          | Premier tour | Premier tour | Second tour | Second tour |  |
| Candidat       | Candidat           | Parti          | Voix         | %            | Voix        | %           |  |
| -------------- | ------------------ | -------------- | ------------ | ------------ | ----------- | ----------- |  |
|                | Georges Guille élu | SFIO (FGDS)    | 15 348       | 32,53        | 27 601      | 60,62       |  |
|                | Félix Roquefort    | PCF            | 13 584       | 28,79        | Retrait     | Retrait     |  |
|                | Robert Vié         | UD-Ve          | 11 865       | 25,15        | 17 931      | 39,38       |  |
|                | Gérard Vidal       | CD (PDM)       | 4 335        | 9,19         |             |             |  |
|                | Julien Etoré       | Radical        | 2 054        | 4,35         |             |             |  |
|                |                    |                |              |              |             |             |  |
| Inscrits       | Inscrits           | Inscrits       | 58 089       | 100,00       | 58 066      | 100,00      |  |
| Abstentions    | Abstentions        | Abstentions    | 9 758        | 16,8         | 10 136      | 17,46       |  |
| Votants        | Votants            | Votants        | 48 331       | 83,2         | 47 930      | 82,54       |  |
| Blancs et nuls | Blancs et nuls     | Blancs et nuls | 1 145        | 2,37         | 2 398       | 5           |  |
| Exprimés       | Exprimés           | Exprimés       | 47 186       | 97,63        | 45 532      | 95          |  |

Le suppléant de Georges Guille était le Docteur Gilbert Calvet, conseiller municipal de Carcassonne.

### Élections de 1968
| Candidat       | Candidat                     | Parti          | Premier tour | Premier tour | Second tour | Second tour |  |
| Candidat       | Candidat                     | Parti          | Voix         | %            | Voix        | %           |  |
| -------------- | ---------------------------- | -------------- | ------------ | ------------ | ----------- | ----------- |  |
|                | Robert Vié                   | UDR (URP)      | 19 656       | 41,94        | 22 221      | 48,25       |  |
|                | Georges Guille sortant réélu | SFIO (FGDS)    | 13 213       | 28,19        | 23 831      | 51,75       |  |
|                | Félix Roquefort              | PCF            | 12 170       | 25,97        | Retrait     | Retrait     |  |
|                | André Melliet                | PSU            | 1 826        | 3,9          |             |             |  |
|                |                              |                |              |              |             |             |  |
| Inscrits       | Inscrits                     | Inscrits       | 57 858       | 100,00       | 57 847      | 100,00      |  |
| Abstentions    | Abstentions                  | Abstentions    | 9 657        | 16,69        | 10 172      | 17,58       |  |
| Votants        | Votants                      | Votants        | 48 201       | 83,31        | 47 675      | 82,42       |  |
| Blancs et nuls | Blancs et nuls               | Blancs et nuls | 1 336        | 2,77         | 1 623       | 3,4         |  |
| Exprimés       | Exprimés                     | Exprimés       | 46 865       | 97,23        | 46 052      | 96,6        |  |

Le suppléant de Georges Guille était Charles Sarrato, viticulteur, adjoint au maire de Peyriac-Minervois.

### Élections de 1973
| Candidat       | Candidat            | Parti          | Premier tour | Premier tour | Second tour | Second tour |  |
| Candidat       | Candidat            | Parti          | Voix         | %            | Voix        | %           |  |
| -------------- | ------------------- | -------------- | ------------ | ------------ | ----------- | ----------- |  |
|                | Antoine Gayraud élu | PS (UGSD)      | 16 651       | 34,32        | 30 037      | 62,51       |  |
|                | Félix Roquefort     | PCF            | 14 785       | 30,48        | Retrait     | Retrait     |  |
|                | Vitalis Cros        | RI (URP)       | 12 904       | 26,6         | 18 018      | 37,49       |  |
|                | Claude Laquière     | MR             | 3 443        | 7,1          |             |             |  |
|                | Alain Tarlier       | LCR            | 727          | 1,5          |             |             |  |
|                |                     |                |              |              |             |             |  |
| Inscrits       | Inscrits            | Inscrits       | 60 235       | 100,00       | 60 214      | 100,00      |  |
| Abstentions    | Abstentions         | Abstentions    | 10 372       | 17,22        | 10 169      | 16,89       |  |
| Votants        | Votants             | Votants        | 49 863       | 82,78        | 50 045      | 83,11       |  |
| Blancs et nuls | Blancs et nuls      | Blancs et nuls | 1 353        | 2,71         | 1 990       | 3,98        |  |
| Exprimés       | Exprimés            | Exprimés       | 48 510       | 97,29        | 48 055      | 96,02       |  |

Le suppléant d'Antoine Gayraud était Raymond Courrière, conseiller général, notaire à Montolieu.

### Élections de 1978
| Candidat       | Candidat         | Parti          | Premier tour | Premier tour | Second tour | Second tour |  |
| Candidat       | Candidat         | Parti          | Voix         | %            | Voix        | %           |  |
| -------------- | ---------------- | -------------- | ------------ | ------------ | ----------- | ----------- |  |
|                | Joseph Vidal élu | PS             | 17 662       | 31,77        | 34 334      | 61,05       |  |
|                | Maurice Martin   | PCF            | 16 500       | 29,68        | Retrait     | Retrait     |  |
|                | Raymond Chesa    | RPR            | 13 413       | 24,13        | 21 910      | 38,95       |  |
|                | Nicole Bertrou   | UDF            | 6 057        | 10,9         |             |             |  |
|                | Yolande Lamarain | LCR            | 718          | 1,29         |             |             |  |
|                | Francis Beuchard | PSD            | 662          | 1,19         |             |             |  |
|                | Patrick Rampioni | LO             | 582          | 1,05         |             |             |  |
|                |                  |                |              |              |             |             |  |
| Inscrits       | Inscrits         | Inscrits       | 67 650       | 100,00       | 67 639      | 100,00      |  |
| Abstentions    | Abstentions      | Abstentions    | 10 712       | 15,83        | 9 818       | 14,52       |  |
| Votants        | Votants          | Votants        | 56 938       | 84,17        | 57 821      | 85,48       |  |
| Blancs et nuls | Blancs et nuls   | Blancs et nuls | 1 344        | 2,36         | 1 567       | 2,71        |  |
| Exprimés       | Exprimés         | Exprimés       | 55 594       | 97,64        | 56 254      | 97,29       |  |

Le suppléant de Joseph Vidal était Antoine Azeau, conseiller général, maire de Marseillette.

### Élections de 1981
|                | Joseph Vidal sortant réélu | PS             | 24 660 | 50,19  |  |  |  |
|                | Nicole Bertrou             | UDF (PR)       | 12 616 | 25,68  |  |  |  |
|                | Maurice Martin             | PCF            | 11 019 | 22,43  |  |  |  |
|                | Maurice Poujade            | LO             | 835    | 1,70   |  |  |  |
|                |                            |                |        |        |  |  |  |
| Inscrits       | Inscrits                   | Inscrits       | 68 945 | 100,00 |  |  |  |
| Abstentions    | Abstentions                | Abstentions    | 18 760 | 27,21  |  |  |  |
| Votants        | Votants                    | Votants        | 50 185 | 72,79  |  |  |  |
| Blancs et nuls | Blancs et nuls             | Blancs et nuls | 1 055  | 2,1    |  |  |  |
| Exprimés       | Exprimés                   | Exprimés       | 49 130 | 97,9   |  |  |  |

Le suppléant de Joseph Vidal était Antoine Azeau.

### Élections de 1988
| Candidat       | Candidat              | Parti          | Premier tour | Premier tour | Second tour | Second tour |  |
| Candidat       | Candidat              | Parti          | Voix         | %            | Voix        | %           |  |
| -------------- | --------------------- | -------------- | ------------ | ------------ | ----------- | ----------- |  |
|                | Joseph Vidal élu      | PS             | 19 898       | 45,85        | 27 745      | 61,55       |  |
|                | Gérard Larrat sortant | UDF (PR) (URC) | 12 823       | 29,55        | 17 333      | 38,45       |  |
|                | Henry Garino          | PCF            | 7 239        | 16,68        |             |             |  |
|                | Henri Escortell       | FN             | 3 437        | 7,92         |             |             |  |
|                |                       |                |              |              |             |             |  |
| Inscrits       | Inscrits              | Inscrits       | 62 645       | 100,00       | 62 624      | 100,00      |  |
| Abstentions    | Abstentions           | Abstentions    | 17 813       | 28,43        | 15 505      | 24,76       |  |
| Votants        | Votants               | Votants        | 44 832       | 71,57        | 47 119      | 75,24       |  |
| Blancs et nuls | Blancs et nuls        | Blancs et nuls | 1 435        | 3,2          | 2 041       | 4,33        |  |
| Exprimés       | Exprimés              | Exprimés       | 43 397       | 96,8         | 45 078      | 95,67       |  |

Le suppléant de Joseph Vidal était Marcel Rainaud, conseiller général, maire de Talairan.

### Élections de 1993
| Candidat       | Candidat             | Parti             | Premier tour | Premier tour | Second tour | Second tour |  |
| Candidat       | Candidat             | Parti             | Voix         | %            | Voix        | %           |  |
| -------------- | -------------------- | ----------------- | ------------ | ------------ | ----------- | ----------- |  |
|                | Gérard Larrat élu    | UDF (PR)          | 13 558       | 31,48        | 22 460      | 51,35       |  |
|                | Joseph Vidal sortant | PS (ADFP)         | 11 410       | 26,49        | 21 275      | 48,65       |  |
|                | Henry Garino         | PCF               | 6 631        | 15,39        |             |             |  |
|                | Henri Escortell      | FN                | 5 125        | 11,9         |             |             |  |
|                | Jacques Doucet       | Les Verts (EÉ)    | 2 895        | 6,72         |             |             |  |
|                | Jean-François Daraud | Divers droite     | 1 274        | 2,96         |             |             |  |
|                | Jean Fabre           | Divers écologiste | 1 181        | 2,74         |             |             |  |
|                | Muriel Laffont       | LT-LNÉ            | 819          | 1,9          |             |             |  |
|                | Franck Plantey       | PLN               | 181          | 0,42         |             |             |  |
|                |                      |                   |              |              |             |             |  |
| Inscrits       | Inscrits             | Inscrits          | 64 352       | 100,00       | 64 340      | 100,00      |  |
| Abstentions    | Abstentions          | Abstentions       | 18 339       | 28,5         | 16 182      | 25,15       |  |
| Votants        | Votants              | Votants           | 46 013       | 71,5         | 48 158      | 74,85       |  |
| Blancs et nuls | Blancs et nuls       | Blancs et nuls    | 2 939        | 6,39         | 4 423       | 9,18        |  |
| Exprimés       | Exprimés             | Exprimés          | 43 074       | 93,61        | 43 735      | 90,82       |  |

Le suppléant de Gérard Larrat était Pierre Destrem, RPR, chef d'entreprise, conseiller général, maire de Rieux-Minervois.

### Élections de 1997
| Candidat       | Candidat              | Parti             | Premier tour | Premier tour | Second tour | Second tour |  |
| Candidat       | Candidat              | Parti             | Voix         | %            | Voix        | %           |  |
| -------------- | --------------------- | ----------------- | ------------ | ------------ | ----------- | ----------- |  |
|                | Jean-Claude Perez élu | PS                | 15 447       | 34,43        | 27 975      | 60,71       |  |
|                | Gérard Larrat sortant | UDF (PR)          | 10 836       | 24,15        | 18 105      | 39,29       |  |
|                | Henri Escortell       | FN                | 6 757        | 15,06        |             |             |  |
|                | Henry Garino          | PCF               | 6 589        | 14,69        |             |             |  |
|                | Jean-Marc Pagel       | MPF (LDI)         | 1 161        | 2,59         |             |             |  |
|                | Bernard Gils          | Les Verts         | 1 075        | 2,4          |             |             |  |
|                | Joëlle Duchemin       | GÉ                | 620          | 1,38         |             |             |  |
|                | Muriel Laffont        | LT-LNÉ            | 586          | 1,31         |             |             |  |
|                | Jacques Vieules       | PT                | 540          | 1,2          |             |             |  |
|                | Philippe Pivan        | MDC               | 478          | 1,07         |             |             |  |
|                | Jacques Doucet        | Divers écologiste | 433          | 0,97         |             |             |  |
|                | Paul Douladoure       | US4J              | 345          | 0,77         |             |             |  |
|                |                       |                   |              |              |             |             |  |
| Inscrits       | Inscrits              | Inscrits          | 64 578       | 100,00       | 64 547      | 100,00      |  |
| Abstentions    | Abstentions           | Abstentions       | 17 544       | 27,17        | 15 314      | 23,73       |  |
| Votants        | Votants               | Votants           | 47 034       | 72,83        | 49 233      | 76,27       |  |
| Blancs et nuls | Blancs et nuls        | Blancs et nuls    | 2 167        | 4,61         | 3 153       | 6,4         |  |
| Exprimés       | Exprimés              | Exprimés          | 44 867       | 95,39        | 46 080      | 93,6        |  |

La suppléante de Jean-Claude Pérez était Tamara Rivel, architecte, conseillère municipale de Carcassonne.

### Élections de 2002
| Candidat       | Candidat                        | Parti             | Premier tour | Premier tour | Second tour | Second tour |  |
| Candidat       | Candidat                        | Parti             | Voix         | %            | Voix        | %           |  |
| -------------- | ------------------------------- | ----------------- | ------------ | ------------ | ----------- | ----------- |  |
|                | Jean-Claude Perez sortant réélu | PS                | 16 191       | 36,12        | 22 924      | 55,46       |  |
|                | Gérard Larrat                   | UMP               | 13 016       | 29,04        | 18 414      | 44,54       |  |
|                | Robert Morio                    | FN                | 6 194        | 13,82        |             |             |  |
|                | Henry Garino                    | PCF               | 3 011        | 6,72         |             |             |  |
|                | Roger Bertrand                  | Pôle républicain  | 1 487        | 3,32         |             |             |  |
|                | Patricia Soleil                 | CPNT              | 869          | 1,94         |             |             |  |
|                | Michel Cornuet                  | Les Verts         | 793          | 1,77         |             |             |  |
|                | Henri Escortell                 | MNR               | 747          | 1,67         |             |             |  |
|                | Valérie Desmoulins              | LCR               | 722          | 1,61         |             |             |  |
|                | Jean-Francois Daraud            | Divers            | 496          | 1,11         |             |             |  |
|                | Jean-Philippe Gadier            | LO                | 379          | 0,85         |             |             |  |
|                | Éric Diaz                       | Divers écologiste | 371          | 0,83         |             |             |  |
|                | Bernadette Fournié              | Régionaliste      | 174          | 0,39         |             |             |  |
|                | Jacques Vieules                 | PT                | 112          | 0,25         |             |             |  |
|                | Franck Ribot                    | Divers écologiste | 98           | 0,22         |             |             |  |
|                | Patricia Mondini                | Divers écologiste | 85           | 0,19         |             |             |  |
|                | Xavier Silvani                  | ND                | 76           | 0,17         |             |             |  |
|                | William Ficquet                 | Divers            | 0            | 0            |             |             |  |
|                |                                 |                   |              |              |             |             |  |
| Inscrits       | Inscrits                        | Inscrits          | 65 699       | 100,00       | 65 670      | 100,00      |  |
| Abstentions    | Abstentions                     | Abstentions       | 19 662       | 29,93        | 21 623      | 32,93       |  |
| Votants        | Votants                         | Votants           | 46 037       | 70,07        | 44 047      | 67,07       |  |
| Blancs et nuls | Blancs et nuls                  | Blancs et nuls    | 1 216        | 2,64         | 2 709       | 6,15        |  |
| Exprimés       | Exprimés                        | Exprimés          | 44 821       | 97,36        | 41 338      | 93,85       |  |

La suppléante de Jean-Claude Pérez était Tamara Rivel.

### Élections de 2007
| Candidat       | Candidat                        | Parti              | Premier tour | Premier tour | Second tour | Second tour |  |
| Candidat       | Candidat                        | Parti              | Voix         | %            | Voix        | %           |  |
| -------------- | ------------------------------- | ------------------ | ------------ | ------------ | ----------- | ----------- |  |
|                | Jean-Claude Perez sortant réélu | PS                 | 16 977       | 37,85        | 25 291      | 54,48       |  |
|                | Isabelle Chesa                  | UMP                | 16 767       | 37,38        | 21 135      | 45,52       |  |
|                | Monique Denux                   | UDF–MoDem          | 2 680        | 5,97         |             |             |  |
|                | Robert Morio                    | FN                 | 2 359        | 5,26         |             |             |  |
|                | Amandine Carrazoni Omari        | PCF                | 1 901        | 4,24         |             |             |  |
|                | Alain Vielmas                   | LCR                | 1 101        | 2,45         |             |             |  |
|                | Claude-Marie Benson             | Les Verts          | 1 046        | 2,33         |             |             |  |
|                | Claudine Latorre                | CPNT               | 517          | 1,15         |             |             |  |
|                | Claudine Gamerre                | GÉ                 | 314          | 0,7          |             |             |  |
|                | Jean-Pierre Brun                | MNR                | 282          | 0,63         |             |             |  |
|                | Denis Bord                      | Divers             | 261          | 0,58         |             |             |  |
|                | Magali Urroz                    | Régionaliste (POC) | 242          | 0,54         |             |             |  |
|                | Lucile El Hedri                 | LO                 | 224          | 0,5          |             |             |  |
|                | Jacques Vieules                 | PT                 | 184          | 0,41         |             |             |  |
|                |                                 |                    |              |              |             |             |  |
| Inscrits       | Inscrits                        | Inscrits           | 70 199       | 100,00       | 70 191      | 100,00      |  |
| Abstentions    | Abstentions                     | Abstentions        | 24 351       | 34,69        | 21 981      | 31,32       |  |
| Votants        | Votants                         | Votants            | 45 848       | 65,31        | 48 210      | 68,68       |  |
| Blancs et nuls | Blancs et nuls                  | Blancs et nuls     | 993          | 2,17         | 1 784       | 3,7         |  |
| Exprimés       | Exprimés                        | Exprimés           | 44 855       | 97,83        | 46 426      | 96,3        |  |

La suppléante de Jean-Claude Pérez était Tamara Rivel.

### Élections de 2012
| Candidat       | Candidat                        | Parti                                          | Premier tour | Premier tour | Second tour | Second tour |  |
| Candidat       | Candidat                        | Parti                                          | Voix         | %            | Voix        | %           |  |
| -------------- | ------------------------------- | ---------------------------------------------- | ------------ | ------------ | ----------- | ----------- |  |
|                | Jean-Claude Perez sortant réélu | PS                                             | 23 364       | 41,37        | 32 510      | 60,97       |  |
|                | Robert Morio                    | FN (RBM)                                       | 11 674       | 20,67        | 20 809      | 39,03       |  |
|                | Monique Boonen-Nau              | UMP                                            | 9 961        | 17,64        |             |             |  |
|                | Rosine Charlut                  | FASE (FG) (PCF)                                | 4 452        | 7,88         |             |             |  |
|                | Gérard Schivardi                | POI                                            | 2 754        | 4,88         |             |             |  |
|                | Christine Sthémer               | EÉLV (POC)                                     | 1 790        | 3,17         |             |             |  |
|                | Isabelle Fillon                 | MoDem (CpF)                                    | 816          | 1,44         |             |             |  |
|                | André Zuliani                   | RPF                                            | 584          | 1,03         |             |             |  |
|                | Jean-François Daraud            | NC                                             | 582          | 1,03         |             |             |  |
|                | Lucile El Hedri                 | LO                                             | 206          | 0,36         |             |             |  |
|                | Jean-Marc Jouffroy              | AÉI                                            | 158          | 0,28         |             |             |  |
|                | Laurent Aslan                   | LdM                                            | 132          | 0,23         |             |             |  |
|                | Marie Dugied-Soriano            | Divers (L'engagement Pacifique et son Ethique) | 0            | 0,00         |             |             |  |
|                |                                 |                                                |              |              |             |             |  |
| Inscrits       | Inscrits                        | Inscrits                                       | 92 762       | 100,00       | 92 733      | 100,00      |  |
| Abstentions    | Abstentions                     | Abstentions                                    | 35 043       | 37,78        | 35 437      | 38,21       |  |
| Votants        | Votants                         | Votants                                        | 57 719       | 62,22        | 57 296      | 61,79       |  |
| Blancs et nuls | Blancs et nuls                  | Blancs et nuls                                 | 1 246        | 2,16         | 3 977       | 6,94        |  |
| Exprimés       | Exprimés                        | Exprimés                                       | 56 473       | 97,84        | 53 319      | 93,06       |  |

La suppléante de Jean-Claude Pérez était Tamara Rivel.

### Élections de 2017
|                                                                        |                                                                           |                           |                           |                          |                          |
|                                                                        |                                                                           | Premier tour 11 juin 2017 | Premier tour 11 juin 2017 | Second tour 18 juin 2017 | Second tour 18 juin 2017 |
|                                                                        |                                                                           |                           |                           |                          |                          |
|                                                                        |                                                                           | Nombre                    | % des inscrits            | Nombre                   | % des inscrits           |
| Inscrits                                                               | Inscrits                                                                  | 95 107                    | 100,00                    | 95 078                   | 100,00                   |
| Abstentions                                                            | Abstentions                                                               | 44 430                    | 46,72                     | 49 516                   | 52,08                    |
| Votants                                                                | Votants                                                                   | 50 677                    | 53,28                     | 45 562                   | 47,92                    |
|                                                                        |                                                                           |                           | % des votants             |                          | % des votants            |
| Bulletins blancs                                                       | Bulletins blancs                                                          | 1 111                     | 2,19                      | 3 794                    | 8,33                     |
| Bulletins nuls                                                         | Bulletins nuls                                                            | 501                       | 0,99                      | 2 359                    | 5,18                     |
| Suffrages exprimés                                                     | Suffrages exprimés                                                        | 49 065                    | 96,82                     | 39 409                   | 86,50                    |
|                                                                        |                                                                           |                           |                           |                          |                          |
| Candidat Étiquette politique (partis et alliances)                     | Candidat Étiquette politique (partis et alliances)                        | Voix                      | % des exprimés            | Voix                     | % des exprimés           |
|                                                                        |                                                                           |                           |                           |                          |                          |
|                                                                        | Danièle Hérin La République en marche !                                   | 13 486                    | 27,49                     | 23 114                   | 58,65                    |
|                                                                        | Christophe Barthès Front national                                         | 11 199                    | 22,82                     | 16 295                   | 41,35                    |
|                                                                        | Marine Toro La France insoumise                                           | 6 964                     | 14,19                     |                          |                          |
|                                                                        | Alain Giniès Parti socialiste                                             | 4 868                     | 9,92                      |                          |                          |
|                                                                        | Miren de Lorgeril Les Républicains                                        | 4 712                     | 9,60                      |                          |                          |
|                                                                        | Jean-Claude Perez (député sortant) Divers gauche (Parti socialiste diss.) | 2 541                     | 5,18                      |                          |                          |
|                                                                        | Mylène Vesentini Parti communiste français (Europe Écologie Les Verts)    | 1 462                     | 2,98                      |                          |                          |
|                                                                        | Hervé Boissonade Debout la France                                         | 882                       | 1,80                      |                          |                          |
|                                                                        | Yamina Mamou Union des démocrates et indépendants                         | 599                       | 1,22                      |                          |                          |
|                                                                        | Nicole Escourbiac Écologiste (Mouvement 100 %)                            | 578                       | 1,18                      |                          |                          |
|                                                                        | Patricia Dandeu Divers (Parti animaliste)                                 | 573                       | 1,17                      |                          |                          |
|                                                                        | Arthur Chevignard Divers (Parti du vote blanc)                            | 360                       | 0,73                      |                          |                          |
|                                                                        | Pierre Fabre Divers gauche                                                | 297                       | 0,61                      |                          |                          |
|                                                                        | Marie Sanz Divers (Union populaire républicaine)                          | 294                       | 0,60                      |                          |                          |
|                                                                        | Nicole Gadrat Lutte ouvrière                                              | 250                       | 0,51                      |                          |                          |
| Source : Ministère de l'Intérieur - Première circonscription de l'Aude |                                                                           |                           |                           |                          |                          |

Le suppléant de Danièle Hérin était Michel El Ouimani, entrepreneur à Carcassonne.

### Élections de 2022
| Résultats des élections législatives des 12 et 19 juin 2022 de la 1re circonscription de l'Aude |                          |                          |                          |              |              |             |             |
| Candidat                                                                                        | Candidat                 | Parti et coalition       | Nuance                   | Premier tour | Premier tour | Second tour | Second tour |
| Candidat                                                                                        | Candidat                 | Parti et coalition       | Nuance                   | Voix         | %            | Voix        | %           |
|                                                                                                 | Christophe Barthès       | RN                       | RN                       | 15 871       | 32,80        | 23 914      | 53,56       |
|                                                                                                 | Sophie Courrière-Calmon  | PS (NUPES)               | NUP                      | 13 620       | 28,15        | 20 733      | 46,44       |
|                                                                                                 | Danièle Hérin            | LREM (ENS)               | ENS                      | 10 636       | 21,98        |             |             |
|                                                                                                 | Laurent Pérez            | LR (UDC)                 | LR                       | 2 501        | 5,17         |             |             |
|                                                                                                 | Axel Roulliaux           | REC                      | REC                      | 2 291        | 4,74         |             |             |
|                                                                                                 | Laure Nelly-Amalric      | EA - BO                  | ECO                      | 1 445        | 2,99         |             |             |
|                                                                                                 | Nicole Gadrat            | LO                       | DXG                      | 737          | 1,52         |             |             |
|                                                                                                 | Patricia Dandeu          | PA                       | ECO                      | 657          | 1,36         |             |             |
|                                                                                                 | Gilbert Biasoli          | DLF (UPF)                | DSV                      | 623          | 1,29         |             |             |
|                                                                                                 | Juliette Sikora          | RES                      | DIV                      | 0            | 0,00         |             |             |
| Votes valides                                                                                   | Votes valides            | Votes valides            | Votes valides            | 48 381       | 97,00        | 44 647      | 88,91       |
| Votes blancs                                                                                    | Votes blancs             | Votes blancs             | Votes blancs             | 1 054        | 2,11         | 3 992       | 7,95        |
| Votes nuls                                                                                      | Votes nuls               | Votes nuls               | Votes nuls               | 442          | 0,89         | 1 575       | 3,14        |
| Total                                                                                           | Total                    | Total                    | Total                    | 49 877       | 100          | 50 214      | 100         |
| Abstention                                                                                      | Abstention               | Abstention               | Abstention               | 48 594       | 49,35        | 48 254      | 49,00       |
| Inscrits / participation                                                                        | Inscrits / participation | Inscrits / participation | Inscrits / participation | 98 471       | 50,65        | 98 468      | 51,00       |

Le suppléant de Christophe Barthès était Edgar Montagné, conseiller municipal d'opposition de Carcassonne.

### Élections de 2024
| Candidat                 | Candidat                 | Parti et coalition       | Nuance                   | Premier tour | Premier tour | Second tour | Second tour |
| Candidat                 | Candidat                 | Parti et coalition       | Nuance                   | Voix         | %            | Voix        | %           |
| ------------------------ | ------------------------ | ------------------------ | ------------------------ | ------------ | ------------ | ----------- | ----------- |
|                          | Christophe Barthès       | RN                       | RN                       | 32 916       | 49,33        | 37 049      | 61,44       |
|                          | Philippe Poutou          | NPA-A (NFP)              | UG                       | 12 475       | 18,70        | 23 251      | 38,56       |
|                          | Jean-Claude Perez        | RE (ENS)                 | ENS                      | 11 252       | 16,86        |             |             |
|                          | Aurélien Turchetto       | PRG                      | DVG                      | 8 463        | 12,68        |             |             |
|                          | Fabrice Coffinet         | REC                      | REC                      | 823          | 1,23         |             |             |
|                          | Laure-Nelly Amalric      | LÉA (RAS)                | DVC                      | 465          | 0,70         |             |             |
|                          | Nicole Gadrat            | LO                       | EXG                      | 327          | 0,49         |             |             |
|                          | Jean-Marc Marin          | LR (UDC)                 | LR                       | 4            | 0,01         |             |             |
|                          | Monique Ferré,           | OPCat (R&PS)             | REG                      | 0            | 0,00         |             |             |
|                          |                          |                          |                          |              |              |             |             |
| Votes valides            | Votes valides            | Votes valides            | Votes valides            | 66 725       | 96,05        | 60 300      | 87,84       |
| Votes blancs             | Votes blancs             | Votes blancs             | Votes blancs             | 1 755        | 2,53         | 6 076       | 8,85        |
| Votes nuls               | Votes nuls               | Votes nuls               | Votes nuls               | 988          | 1,42         | 2 269       | 3,31        |
| Total                    | Total                    | Total                    | Total                    | 69 468       | 100          | 68 645      | 100         |
| Abstention               | Abstention               | Abstention               | Abstention               | 29 752       | 29,99        | 30 587      | 30,82       |
| Inscrits / participation | Inscrits / participation | Inscrits / participation | Inscrits / participation | 99 220       | 70,01        | 99 232      | 69,18       |

Le suppléant de Christophe Barthès est Édouard Jordan, conseiller municipal de Carcassonne, directeur général des services de la ville de Quillan, secrétaire départemental des Républicains (2021-2024).